# Committee Bay (vik i Kanada)
Committee Bay är en vik i Kanada.   Den ligger i territoriet Nunavut, i den nordöstra delen av landet, 2 600 km norr om huvudstaden Ottawa.